# Banco Central Africano
O Banco Central Africano (BCA) é uma das cinco instituições financeiras originais e agências especializadas da União Africana. Com o tempo, assumirá as responsabilidades do Fundo Monetário Africano.
A criação do BCA, prevista para ser concluída em 2020, foi um projeto piloto de implantação, que iniciado em maio de 2015, sob a supervisão exclusiva da Comissão AFRA, a Autoridade Reguladora de Finanças Africana. O mandato da Comissão AFRA é guiado pelo artigo 19º da Lei Constituinte da OAU, o Tratado de Abuja de 1991 e conforme acordado pela Assembleia dos Estados-Membros para a Área Única de Pagamentos AFRA (Em inglês: SAPA), os Sistemas Econômicos e Monetários Comuns e a criação do Banco Central Africano (BCA), cobrado pela Autoridade Reguladora das Finanças Africanas. O Grupo de Aliança do Tratado de Estrelas Africanas, conforme declarado pela QUARTA SESSÃO EXTRAORDINÁRIA DA ASSEMBLEIA DE CHEFES DE ESTADO E GOVERNO da Organização da Unidade Africana, 1999, em Sirte, Líbia.
Quando for totalmente implementado, o BCA será a único emissor da Moeda Única Africana, se tornará o banqueiro do Governo Africano, será o banqueiro das instituições bancárias privadas e públicas da África, regulará e supervisionará a indústria bancária africana e definirá os juros oficiais e as taxas de câmbio; em conjunto com a administração do governo africano.